# 唐·費瑟史東
唐納德·費瑟史東（英語：Donald Featherstone，1936年1月25日—2015年6月22日）是一名美國藝術家，最廣為人知的作品是他在1957年為聯合塑膠（Union Products）工作時創造的塑膠紅鶴。費瑟史東居住在麻薩諸塞州菲奇堡，他在自家後院的草坪上養了57隻塑膠紅鶴。費瑟史東和他的妻子南希（Nancy）35年來一直穿著相同的衣服。

## 生平
費瑟史東於1936年出生在麻薩諸塞州伍斯特，並在附近的柏林長大。1957年，他從伍斯特藝術博物館的藝術學校畢業後，獲得一份為聯合塑膠公司設計立體動物的工作。在聯合塑膠工作的幾年間，費瑟史東雕刻了750多件不同的物品，其中前兩件是帶著水罐的女孩和帶著狗的男孩。1957年，費瑟史東受邀雕塑一隻鴨子，他購買了一隻鴨子，並命名為查理（Charlie），後來將這隻鴨子放生在科格沙爾公園。同年晚些時候，有人請他雕刻一隻紅鶴。現在的標誌性粉紅火鶴於1958年上市，當時粉紅色正流行。
1996年，費瑟史東因創作塑膠紅鶴而獲得1996年搞笑諾貝爾獎藝術獎，同時他也開始擔任聯合塑膠的總裁，直到2000年退休。
2015年6月22日，費瑟史東因路易氏體相關失智症逝世，享年79歲。訪客經常在他墳墓周圍的草坪上留下自己的粉紅火鶴。

## 粉紅火鶴

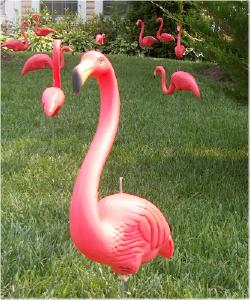
唐·費瑟史東設計的塑膠紅鶴

費瑟史東以國家地理雜誌上的紅鶴照片為基礎進行創作，因為他無法獲得真正的紅鶴作為模型。隨著時間的推移，塑膠紅鶴變得越來越受歡迎。它們出現在全國各地，甚至成為各種藝術展覽的一部分。1987年，費瑟史東在最初的塑料模具上刻上了自己的簽名。這顯然是為了區分原版和「山寨版」塑膠粉紅火鶴。直到2001年，費瑟史東的簽名才被移除。簽名很快就被換掉了，因為有人抵制沒有簽名的紅鶴。
2006年11月，聯合塑膠倒閉，紅鶴的生產也停止。之後不久，一家紐約公司購買了費瑟史東的紅鶴模具，並將生產分包給一家Fitchburg公司Cado Products。2010年，Cado Products購買了粉紅火鶴的版權和塑膠模具，並繼續生產。它們通常以兩隻為一組出售，一隻昂首挺胸，將近三英尺高，另一隻彎下腰，好像在尋找食物。

## 外部連結
- The Guardian: "RIP pink plastic flamingo" （页面存档备份，存于）